# Power to the People (Poison)
| Recensione | Giudizio |
| ---------- | -------- |
| AllMusic   |          |

Power to the People è il sesto album in studio del gruppo musicale statunitense Poison, pubblicato il 13 giugno 2000 dalla Cyanide Records.

## Il disco
Il disco contiene cinque brani inediti e dodici tracce registrate dal vivo durante il reunion tour con il chitarrista C.C. DeVille. I cinque brani in studio si differenziano per genere, spaziando dal moderno alternative metal al rock semi acustico, il tutto però adattato allo stile festaiolo della band. DeVille fa il suo debutto come voce solista nel brano I Hate Every Bone in Your Body but Mine.

## Tracce
Testi e musiche di Bret Michaels, C.C. DeVille, Bobby Dall e Rikki Rockett.
1. Power to the People – 3:20
2. Can't Bring Me Down – 3:29
3. The Last Song – 4:21
4. Strange – 3:16
5. I Hate Every Bone in Your Body but Mine – 3:10
6. Intro/Look What the Cat Dragged In (Live) – 4:23
7. I Want Action (Live) – 4:40
8. Something to Believe In (Live) – 6:27
9. Love on the Rocks (Live) – 3:30
10. C.C. Solo (Live) – 1:29
11. Fallen Angel (Live) – 4:38
12. Let it Play (Live) – 4:14
13. Rikki Solo (Live) – 4:52
14. Every Rose Has Its Thorn (Live) – 4:52
15. Unskinny Bop (Live) – 4:05
16. Nothin' but a Good Time (Live) – 4:29
17. Talk Dirty to Me (Live) – 4:45

## Formazione
- Bret Michaels – voce, chitarra ritmica
- C.C. DeVille – chitarra solista, voce (traccia 5)
- Bobby Dall – basso, cori
- Rikki Rockett – batteria, cori